# Prezydenci Fidżi
| Osoba | Osoba   | Osoba                                  | Kadencja                                         | Kadencja          | Partia polityczna |
| #     | Portret | Imię i Nazwisko                        | Od                                               | Do                | Partia polityczna |
| ----- | ------- | -------------------------------------- | ------------------------------------------------ | ----------------- | ----------------- |
| —     |         | Sitiveni Rabuka (1948–) (tymczasowo)   | 7 października 1987                              | 5 grudnia 1987    | wojskowy          |
| 1     |         | Penaia Ganilau (1918–1993)             | 5 grudnia 1987                                   | 15 grudnia 1993   | bezpartyjny       |
| 2     |         | Kamisese Mara (1920–2004)              | 18 stycznia 1994 (tymczasowo od 16 grudnia 1993) | 29 maja 2000      | bezpartyjny       |
| —     |         | Frank Bainimarama (1954–) (tymczasowo) | 29 maja 2000                                     | 13 lipca 2000     | wojskowy          |
| 3     |         | Josefa Iloilo (1920–2011)              | 13 lipca 2000                                    | 5 grudnia 2006    | bezpartyjny       |
| —     |         | Frank Bainimarama (1954–) (tymczasowo) | 5 grudnia 2006                                   | 4 stycznia 2007   | wojskowy          |
| (3)   |         | Josefa Iloilo (1920–2011)              | 4 stycznia 2007                                  | 30 lipca 2009     | bezpartyjny       |
| 4     |         | Epeli Nailatikau (1941–)               | 5 listopada 2009 (tymczasowo od 30 lipca 2009)   | 12 listopada 2015 | bezpartyjny       |
| 5     |         | George Konrote (1947–)                 | 12 listopada 2015                                | 12 listopada 2021 | bezpartyjny       |
| 6     |         | Wiliame Katonivere (1964–)             | 12 listopada 2021                                | 12 listopada 2024 | bezpartyjny       |
| 7     |         | Naiqama Lalabalavu (1953–)             | 12 listopada 2024                                | nadal             | bezpartyjny       |